# Liste der Bodendenkmäler in Mähring
Auf dieser Seite sind die Bodendenkmäler in dem Oberpfälzer Markt Mähring zusammengestellt. Diese Tabelle ist eine Teilliste der Liste der Bodendenkmäler in Bayern. Grundlage ist die Bayerische Denkmalliste, die auf Basis des Bayerischen Denkmalschutzgesetzes vom 1. Oktober 1973 erstmals erstellt wurde und seither durch das Bayerische Landesamt für Denkmalpflege geführt wird. Die folgenden Angaben ersetzen nicht die rechtsverbindliche Auskunft der Denkmalschutzbehörde.

## Bodendenkmäler in Mähring

### Bodendenkmäler in der Gemarkung Griesbach
| Lage                 | Objekt | Akten-Nr.     | Bild |
| -------------------- | --- | ------------- | ---- |
| Griesbach (Standort) | Mittelalterliche Dorfwüstung Reichenbach. | D-3-6140-0004 |      |
| Griesbach (Standort) | Neuzeitliche Hofwüstung Aschersreuth. | D-3-6140-0108 |      |
| Griesbach (Standort) | Archäologische Befunde des Mittelalters und der frühen Neuzeit im Bereich der Katholischen Pfarrkirche St. Martin in Griesbach, darunter die Spuren von Vorgängerbauten bzw. älterer Bauphasen. Siehe auch: St. Martin (Griesbach) | D-3-6140-0118 |      |
| Griesbach (Standort) | Historische Wolfsgrube. | D-3-6141-0003 |      |

### Bodendenkmäler in der Gemarkung Großkonreuth
| Lage                    | Objekt | Akten-Nr.     | Bild |
| ----------------------- | --- | ------------- | ---- |
| Großkonreuth (Standort) | Mittelalterlicher Burgstall. Siehe auch: Burgstall Poppenreuth | D-3-6040-0007 |      |
| Großkonreuth (Standort) | Mittelalterliche Wüstung. | D-3-6040-0010 |      |
| Großkonreuth (Standort) | Mittelalterliche Wüstung Hanprünn. | D-3-6040-0026 |      |
| Großkonreuth (Standort) | Mittelalterlicher Turmhügel. | D-3-6040-0070 |      |
| Großkonreuth (Standort) | Archäologische Befunde des Mittelalters und der frühen Neuzeit im Bereich der Katholischen Pfarrkirche St. Johann Baptist in Großkonreuth, darunter die Spuren von Vorgängerbauten bzw. älterer Bauphasen. Siehe auch: St. Johann Baptist (Großkonreuth) | D-3-6140-0110 |      |

### Bodendenkmäler in der Gemarkung Mähring
| Lage               | Objekt | Akten-Nr.     | Bild |
| ------------------ | --- | ------------- | ---- |
| Mähring (Standort) | Mittelalterliche Wüstung Högelstein. | D-3-6040-0005 |      |
| Mähring (Standort) | Archäologische Befunde des Mittelalters und der frühen Neuzeit im Bereich der Katholischen Kirche St. Nikolaus bei Mähring, darunter die Spuren von Vorgängerbauten bzw. älterer Bauphasen. Siehe auch: St. Nikolaus (Högelstein)    | D-3-6040-0069 |      |
| Mähring (Standort) | Archäologische Befunde des Mittelalters und der frühen Neuzeit im Bereich der Katholischen Pfarrkirche St. Katharina in Mähring, darunter die Spuren von Vorgängerbauten bzw. älterer Bauphasen. Siehe auch: St. Katharina (Mähring) | D-3-6041-0002 |      |
| Mähring (Standort) | Verebnete frühneuzeitliche Schanze. | D-3-6041-0003 |      |
| Mähring (Standort) | Verebnete frühneuzeitliche Schanze. | D-3-6041-0004 |      |
| Mähring (Standort) | Archäologische Befunde des frühneuzeitlichen Eisenhammers und ehemalige Hammerherrenhauses Treppenstein. Siehe auch: Hammer Treppenstein                                                                                             | D-3-6141-0002 |      |
| Mähring (Standort) | Wüstung Hochofen, Teil des frühneuzeitlichen Eisenhammers Treppenstein. Siehe auch: Hammer Treppenstein | D-3-6141-0004 |      |